# Скреблово
Скреблово (рос. Скреблово) — селище у Лузькому районі Ленінградської області Російської Федерації.
Населення становить 1247 осіб. Належить до муніципального утворення Скребловське сільське поселення.

## Історія
Згідно із законом від 28 вересня 2004 року № 65-оз належить до муніципального утворення Скребловське сільське поселення.

## Населення
| 1838 | 1862 | 1961 | 1990  | 1997  | 2007  | 2010  |
| ---- | ---- | ---- | ----- | ----- | ----- | ----- |
| 40   | ↘16  | ↗516 | ↗1180 | ↗1443 | ↘1390 | ↘1247 |